# مورين تاكر
مورين تاكر (بالإنجليزية: Moe Tucker) (و. 1944  م) هي موسيقية، ومغنية، وكاتبة أغاني، ومغنية مؤلفة، وطبالة، وملحنة، وعازفة قيثارة أمريكية، ولدت في نيويورك، تستخدم آلات غيتار البيس، وقيثارة، وآلة إيقاعية، بدأت مشوارها المهني سنة 1963.

## وصلات خارجية
- مورين تاكر على موقع IMDb (الإنجليزية)
- مورين تاكر على موقع الموسوعة البريطانية (الإنجليزية)
- مورين تاكر على موقع ميوزك برينز (الإنجليزية)
- مورين تاكر على موقع إن إن دي بي (الإنجليزية)
- مورين تاكر على موقع أول ميوزيك (الإنجليزية)
- مورين تاكر على موقع ديسكوغز (الإنجليزية)
- مورين تاكر على موقع قاعدة بيانات الفيلم (الإنجليزية)
- مورين تاكر في قاعدة بيانات الأفلام على الإنترنت